# Drogomyśl

Nieoficjalny herb wsi Drogomyśl

Drogomyśl (cz. Drahomyšl, niem. Drahomischl) – wieś sołecka w Polsce położona w województwie śląskim, w powiecie cieszyńskim, w gminie Strumień.

## Geografia

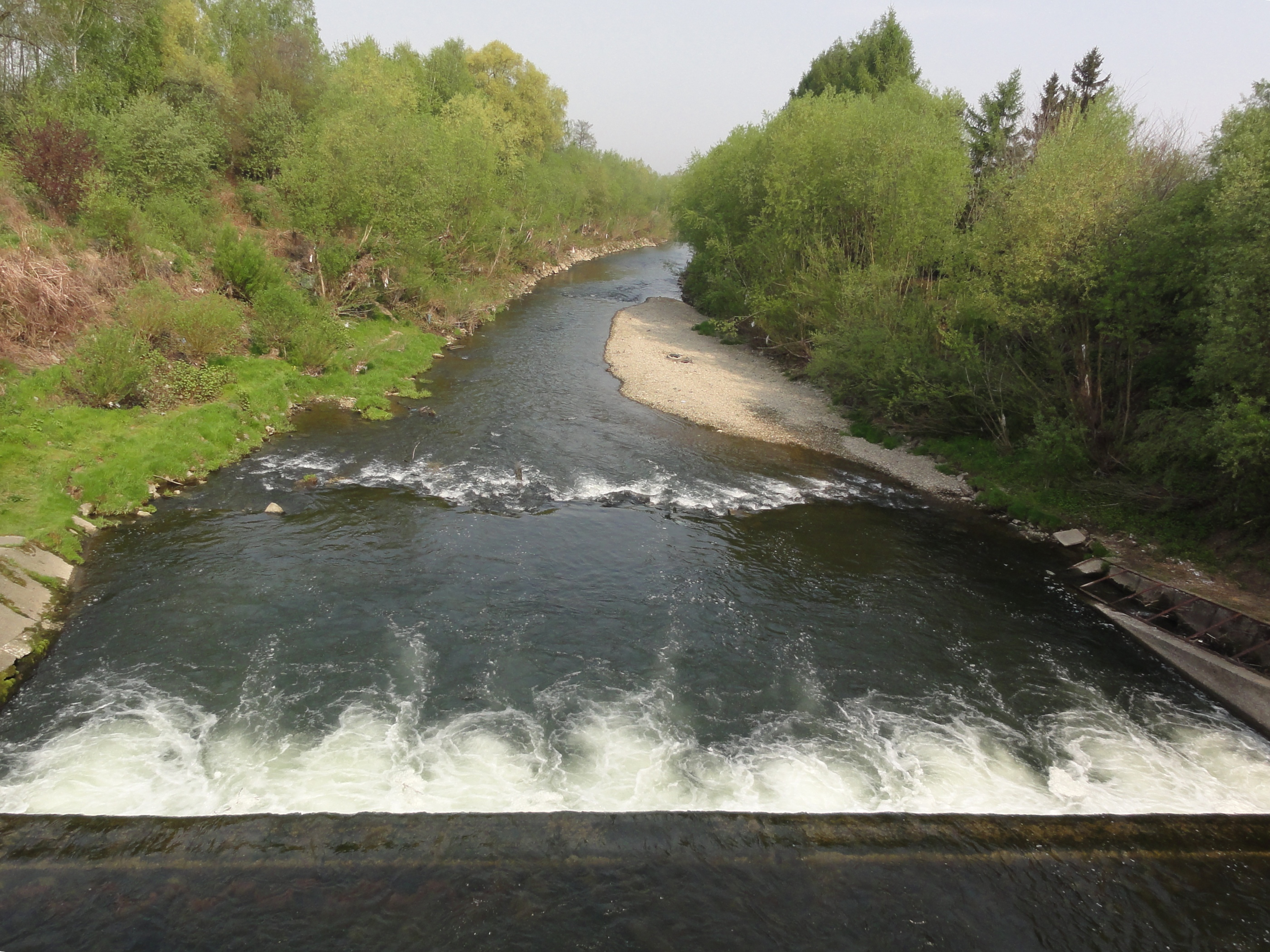
Wisła w Drogomyślu

Miejscowość położona jest 4 km na południe od Strumienia, 20 km na zachód od Bielska-Białej i 50 km na południe od Katowic. Większa część wsi leży na prawym brzegu Wisły, na lewym brzegu i nad Knajką leżą dawna wieś Knaj i przysiółek Baranowice. Wieś leży w historycznych granicach regionu Śląska Cieszyńskiego, geograficznie zaś regionie Dolina Górnej Wisły, będącej częścią Kotliny Oświęcimskiej. Powierzchnia sołectwa wynosi 1466 ha (14,66 km²), a liczba ludności 2109, co daje gęstość zaludnienia równą 143,9 os./km².

### Części wsi
| SIMC    | Nazwa      | Rodzaj     |
| ------- | ---------- | ---------- |
| 0068080 | Baranowice | część wsi  |
| 0068096 | Chylińskie | część wsi  |
| 0068104 | Dębina     | część wsi  |
| 0068110 | Knaj       | przysiółek |
| 0068127 | Kradziejów | część wsi  |
| 0068133 | Oblaski    | część wsi  |
| 0068140 | Podbór     | część wsi  |
| 0068156 | Szpital    | część wsi  |
| 0068162 | Witkowskie | część wsi  |

## Historia
Po raz pierwszy wzmiankowana w 1452 roku jako Drogomissl. Jest to nazwa dzierżawcza od domniemanego pierwszego właściciela, Drogomysła. Politycznie wieś znajdowała się wówczas w granicach księstwa cieszyńskiego, będącego od 1327 lennem Królestwa Czech, a od 1526 roku w wyniku objęcia tronu czeskiego przez Habsburgów wraz z regionem aż do 1918 roku w monarchii Habsburgów (potocznie Austrii).
W okresie reformacji znaczna część mieszkańców przeszła na luteranizm. Na początku XVII wieku była w posiadaniu rodziny Czelów z Czechowic a od 1619 roku do rodu Bludowskich poprzez małżeństwo Fryderyka Bludowskiego z Katarzyny Czelo. Dobra te w 1737 Gottlieba Agnet, ich prawnuczka, sprzedała Christianowi Kalischowi. W 1788 postawiono tu kościół ewangelicki, ufundowany przez Fryderyka Kalischa.
Po zniesieniu poddaństwa miejscowość ustanowiła gminę, która objęła również wieś Knaj, w powiecie sądowym Strumień powiatu politycznego Bielsko na Śląsku Austriackim. Według austriackiego spisu ludności z 1900 w 165 budynkach w Drogomyślu (w tym 26 w Knaju) na obszarze 1466 hektarów mieszkało 1207 osób (w tym 220 w Knaju), co dawało gęstość zaludnienia równą 97,3 os./km². z tego 565 (39,6%) mieszkańców było katolikami, 846 (59,3%) ewangelikami a 16 (1,1%) wyznawcami judaizmu, 1374 (96,3%) było polsko- a 46 (3,2%) niemieckojęzycznymi. Do 1910 roku liczba mieszkańców wzrosła do 1285, z czego 461 (35,9%) było katolikami, 807 (62,8%) ewangelikami a 17 (1,3%) żydami, 1108 (87%) było polsko- a 165 (13%) niemieckojęzycznymi.
Po zakończeniu I wojny światowej region stał się punktem sporu pomiędzy Polską i Czechosłowacją. W 1918 roku na bazie Straży Obywatelskiej miejscowi Polacy utworzyli lokalny oddział Milicji Polskiej Śląska Cieszyńskiego, który podlegał organizacyjnie 13 kompanii w Strumieniu. Pod koniec wojny polsko-czechosłowackiej wojska czechosłowackie zdobyły lewobrzeżne części wsi Knaj i Baranowice. W ramach bitwy pod Skoczowem trwały zacięte walki o zdobycie mostu kolejowego w Drogomyślu, będący na najkrótszej trasie z Cieszyna do Dziedzic. 30 stycznia stacjonujący w Chybiu pociąg pancerny Hallerczyk brał udział w ostrzelaniu wojsk czechosłowackich w Drogomyślu i Pruchnej. W południe stacjonował na miejscowym przystanku. Po wojnie miejscowość znalazła się w granicach Polski, zmieniając przynależność z powiatu bielskiego do cieszyńskiego, w autonomicznym województwie śląskim.
W 1969 wzniesiono kościół parafialny pw. MB Częstochowskiej według projektu S. Kwaśniewicza.
W latach 1954–1972 wieś należała i była siedzibą władz gromady Drogomyśl. W latach 1975–1998 miejscowość położona była w województwie bielskim.

## Zabytki i pomnik przyrody

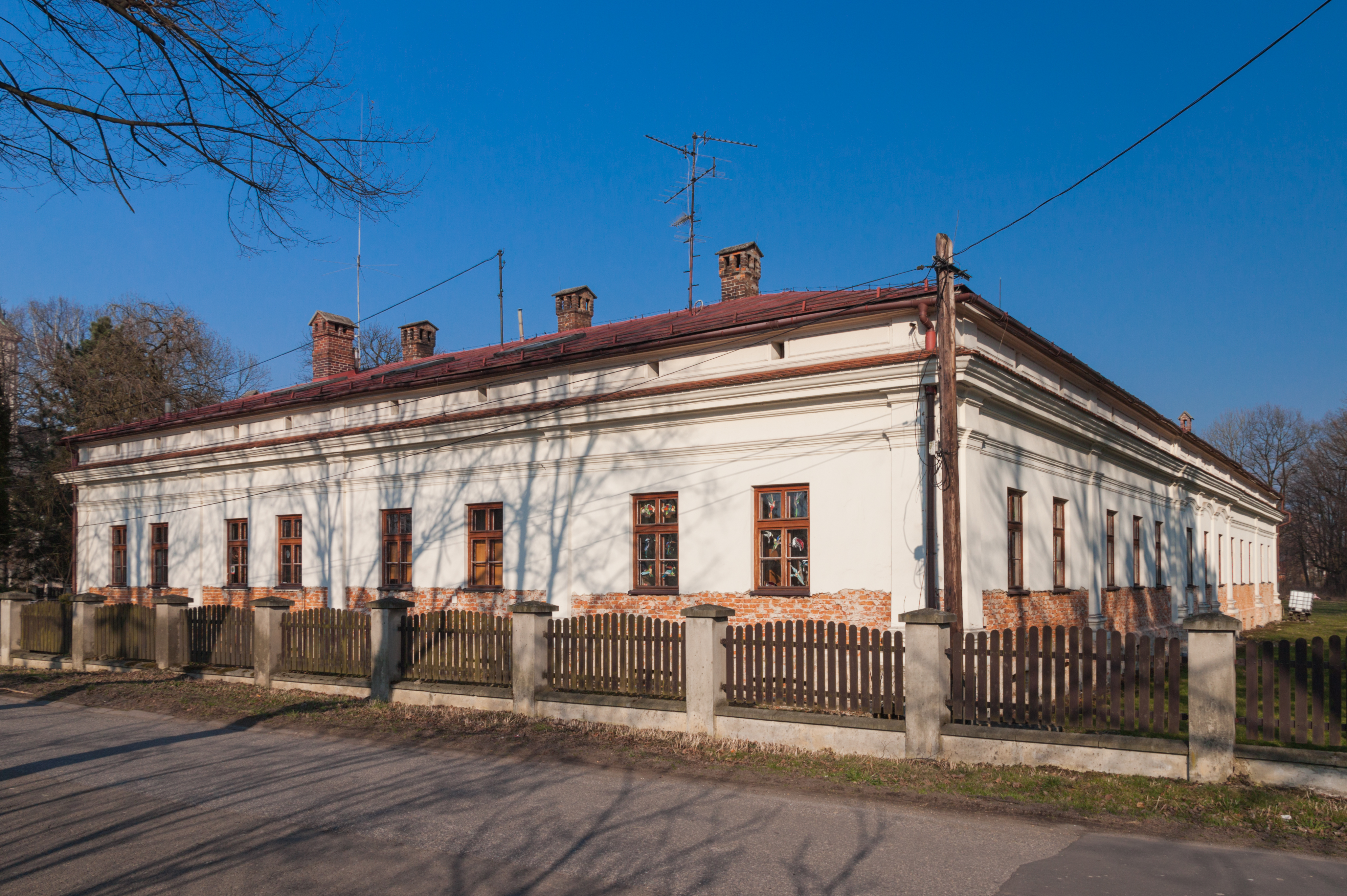
Pałac

Według Narodowego Instytutu Dziedzictwa, w miejscowości znajdują się następujące obiekty zabytkowe:
- Kościół ewangelicki, pochodzący z lat 1788–1797. Nad wejściem tablica fundacyjna;
- Zespół pałacowy (pałac z 2 połowy XVIII wieku, budynek gospodarczy z pierwszej połowy XIX wieku i park z XVIII/XIX w.)

- Pomnik przyrody – wiąz szypułkowy[16]

## Wspólnoty wyznaniowe

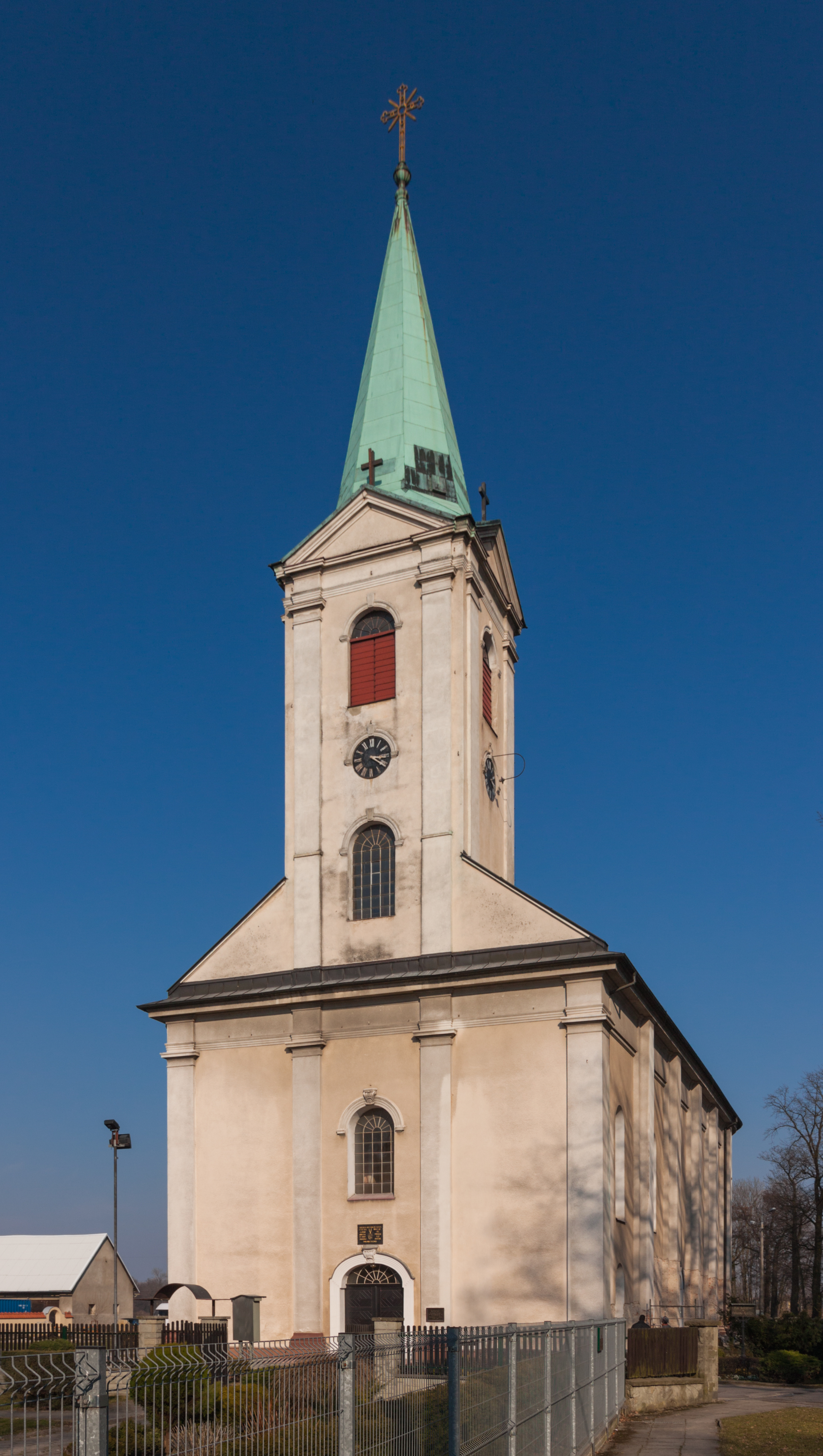
Kościół Ewangelicko-Augsburski

Na terenie wsi działalność religijną prowadzą następujące Kościoły i związki wyznaniowe:
- Kościół Ewangelicko-Augsburski:
  - parafia Ewangelicko-Augsburska w Drogomyślu[17]

- Kościół rzymskokatolicki:
  - parafia Matki Bożej Częstochowskiej[18]

- Świadkowie Jehowy:
  - dwa zbory: Drogomyśl-Południe i Drogomyśl-Północ (Sala Królestwa ul. Kręta 1)[19][20][21].

## Szkoły i ośrodki sportowe
Ww wsi funkcjonuje Zespół Szkolno-Przedszkolny. W ramach zespołu funkcjonuje Szkoła Podstawowa im. Władysława Broniewskiego oraz przedszkole.
Działalność sportową we wsi prowadzi LKS Błyskawica Drogomyśl, założony w 1947 roku. Prowadzi sekcje piłki nożnej na poziomie seniorskim i młodzieżowym.

## Urodzeni w Drogomyślu
- Jerzy Badura (1845–1911) – pastor w Międzyborzu, działacz polonijny, obrońca polskości na Śląsku,
- Jan Broda (1911–2007) – nauczyciel, folklorysta, publicysta i historyk,
- Jan Kowalczyk (1941–2020) – jeździec, mistrz olimpijski z 1980 roku,
- Ferdynand Matysik (1931–2021) – aktor,
- Gustaw Sztyper (1924–2011) – działacz sportowy, założyciel LZS „Błyskawica” Drogomyśl.

## Infrastruktura transportowa
Przez wieś została poprowadzona Droga krajowa nr 81 z Katowic do Harbutowic.  W miejscowości w 1855 roku otwarto przystanek kolejowy zlokalizowany na linii kolejowej z Trzebini do Zebrzydowic.